# Piece of Me
Pour les articles homonymes, voir Piece.
Singles de Britney Spears
Gimme More
(2007) Break the Ice
(2008)
Pistes de Blackout
Gimme More Radar
Piece of Me est une chanson écrite par Christian Karlsson, Pontus Winnberg et Klas Åhlund, pour le compte de la chanteuse américaine pop Britney Spears. C'est le deuxième single extrait de son album sorti en 2007, Blackout. Il n'a pas eu de sortie en France.
Le titre a commencé sa rotation en radio le 27 novembre 2007 aux États-Unis et le 29 novembre au Royaume-Uni. Il est également diffusé en radio dans de nombreux pays comme l'Australie, la Finlande, la Pologne, le Canada ou encore le Brésil. Le titre a eu beaucoup de succès dans les pays où il a été diffusé, notamment en Irlande et au Brésil où il a atteint la première place des charts.

## Texte
Bien que Britney Spears n'ait pas participé à l'écriture des paroles, cette chanson est décrite comme étant l'une des plus personnelles de l'album Blackout. La représentante de sa maison de disques, Jive Records, Teresa LaBarbera Whites a toutefois déclaré que la chanteuse avait été impliquée dans le processus de création du titre. Piece of Me raconte une journée type de la vie de la Britney Spears telle que décrite par les pages people des magazines du monde entier. Ainsi, on peut retrouver dans les paroles certaines frasques récentes de la chanteuse (« Ils mettront toujours des photos de mes fesses dans les magazines ») en clin d'œil à ses photos sans culotte, ou encore aux remarques sur son poids qui l'accompagnent depuis le début de sa carrière (« Je suis mademoiselle “elle est trop grosse !” et maintenant “elle est trop maigre !” »).
Interrogée sur la chanson par Ryan Seacrest, Britney Spears dira : « qu'importe où vous allez, il y a toujours un tas de personnes qui vous posent des questions et parfois vous ne savez pas quelles sont réellement leurs intentions, ce genre de choses. Donc c'est en quelque sorte une façon un peu mignonne de remettre les choses à leur place, vous savez, de dire “Vous voulez ma photo ?”, vous voyez, d'une manière mignonne, cool et intelligente. C'est une chanson mignonne. Je l'aime bien. »

## Composition et crédits
- Compositeurs : C. Karlsson, P. Winnberg & K. Åhlund
- Producteurs : Bloodshy & Avant
- Enregistrement : Bloodshy & Avant aux studios Bloodshy & Avant à Stockholm ( Suède) et aux Chalice Recording Studios, Los Angeles (Californie,  États-Unis)
- Mixage : Niklas Flyckt aux Mandarine Studios, Stockholm ( Suède)
- Claviers, programmation, basses et guitares : Bloodshy & Avant
- Guitare additionnelle : Henrik Jonback
- Basse additionnelle : Klas Åhlund
- Chœurs : Robyn
- Masterisé par Tom Coyne aux studios Sterling Sound à New York ( États-Unis)

## Réception par la critique

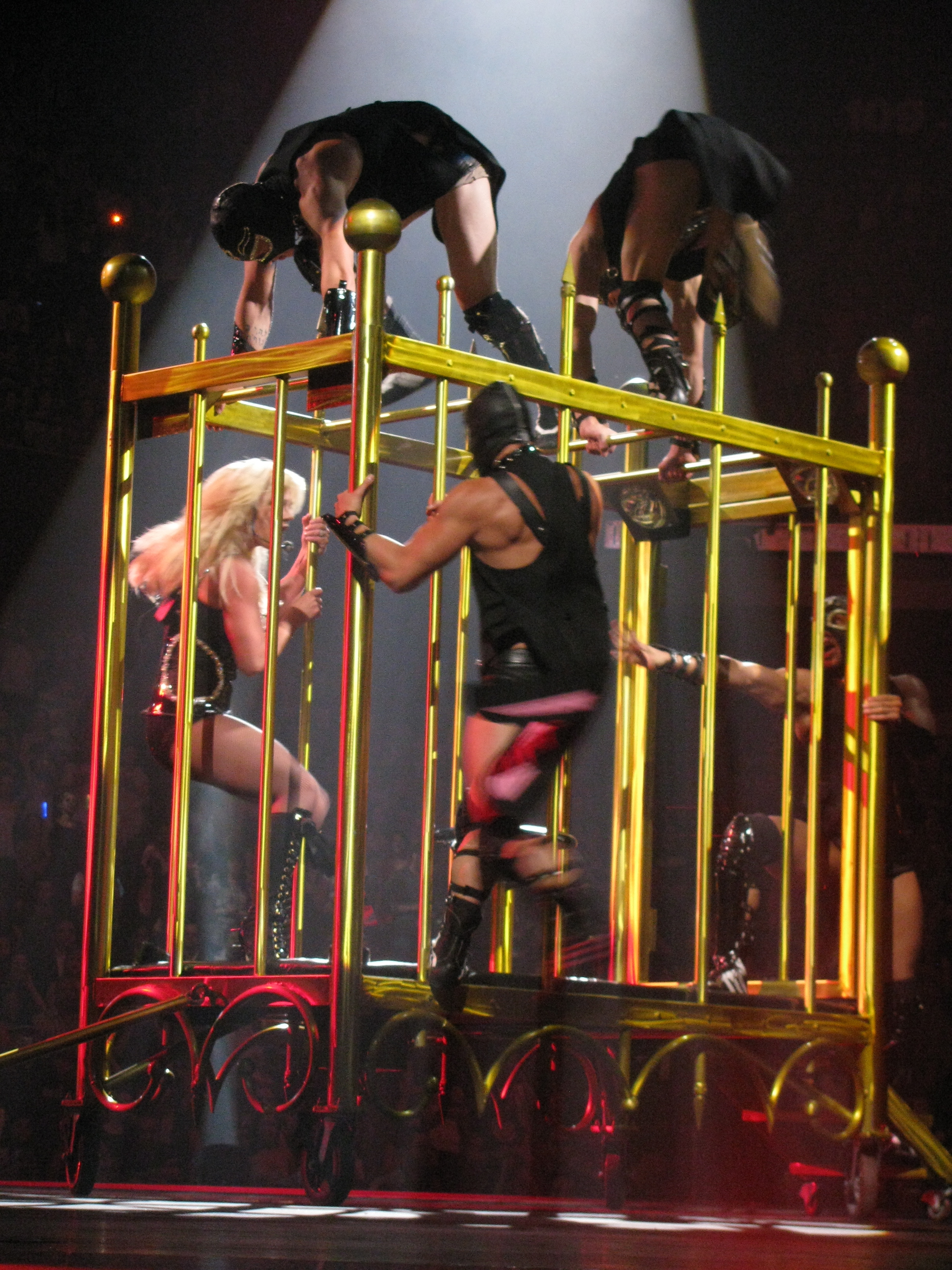
Britney Spears performant Piece of me durant sa sixième tournée mondiale, The Circus Starring: Britney Spears

Lors de la sortie de l'album, la chanson fut l'une des plus appréciées et recommandées parmi les titres de l'album. Le magazine Entertainment Weekly en a fait l'éloge dans son analyse de l'album, tout comme le Billboard magazine. Bill Lamb du site about.com écrit que cette chanson est « brillante », et que c'est une des raisons pour lesquelles on se doit d'écouter Blackout. Piece of Me a été élu 15e meilleure chanson de l'année 2007 par le magazine Rolling Stone, alors que la radio new-yorkaise Z100 la classait 92e. Les Inrocks qualifie Piece of Me de « stupéfiant », issu d'une « luxurieuse jungle électro ».

## Clip vidéo
Le clip a été tourné les 27 et 28 novembre 2007 dans un restaurant-boîte de nuit d'Hollywood, le Social Hollywood, et a sollicité un budget de 500 000$. C'est la vidéo la plus chère pour Britney Spears depuis celle pour Toxic, vidéo qui avait alors nécessité un budget d'un million de dollars. Le clip de Piece of Me a été réalisé par Wayne Isham qui avait déjà réalisé celui de I'm Not a Girl, Not Yet a Woman et s'était également occupé de la campagne internationale de Pepsi en 2002.
Le 13 décembre 2007, les magazines américains People, Us Weekly ainsi qu'ABC mettaient en ligne sur leurs sites internet respectifs un court extrait de la vidéo. Le clip fut diffusé en premier sur ABC, dans l'émission 20/20, le vendredi 14 décembre 2007. Il est alors consultable sur les sites officiels de Britney Spears et MTV, ainsi que sur le profil officiel de la chanteuse sur YouTube. Depuis le 14 décembre 2007, la vidéo a été visionnée plus de 150 millions de fois sur YouTube.
Il existe deux versions différentes du clip. La version internationale a une scène en plus, où Britney Spears porte une robe et une perruque différente dans la première minute de la vidéo. Dans la version pour les États-Unis, cette scène est remplacée par une autre scène où la chanteuse porte la même tenue que dans le reste de la chanson. Ce clip permet à Britney Spears de remporter 3 MTV Videos Awards en septembre 2008 : ceux du « meilleur vidéo pour une artiste féminine », « meilleur vidéo pop » et « vidéo de l'année ».

### Concours
Le 30 novembre 2007, le concours « Britney Spears Wants a Piece of You » est lancé. Celui-ci propose aux fans de réaliser leur propre vidéo-clip pour Piece of Me. Le vainqueur a vu sa vidéo diffusée sur TRL le 20 décembre 2007. 
MTV, Jive Records et Britney Spears elle-même ont décidé quelle vidéo a remporté le concours.

## Visuel de la pochette
Il existe une version alternative de la pochette du single avec un montage à base de photos de fans de Britney qui forment son visage. Les fans inscrits à la lettre d'information BMG UK de Britney Spears ont reçu l'e-mail suivant : « Nous allons créer un image en forme de mosaïque de Britney faite à partir de toutes vos photos, ainsi vous serez une partie d'elle (a piece of her) ».

## Formats et liste des pistes
| #                  | Titre                        | Durée    |
| ------------------ | ---------------------------- | -------- |
| Single britannique |                              |          |
| 1.                 | Piece of Me [Main Version]   | 3 min 32 |
| 2.                 | Piece of Me [Böz O Lö Remix] | 4 min 55 |

| #                             | Titre                           | Durée    |
| ----------------------------- | ------------------------------- | -------- |
| Single australien et européen |                                 |          |
| 1.                            | Piece of Me [Main Version]      | 3 min 32 |
| 2.                            | Piece of Me [Böz O Lö Remix]    | 4 min 55 |
| 3.                            | Piece of Me [Bimbo Jones Remix] | 6 min 26 |
| 4.                            | Piece of Me [Vito Benito Vocal] | 6 min 51 |

| #                     | Titre                                | Durée    |
| --------------------- | ------------------------------------ | -------- |
| International et Asie |                                      |          |
| 1.                    | Piece of Me [Radio Edit]             | 3 min 09 |
| 2.                    | Piece of Me [Mike Rizzo Rough Remix] | 2 min 47 |
| 3.                    | Piece of Me [Bimbo Jones Remix]      | 6 min 26 |
| 4.                    | Piece of Me [International Video]    | 3 min 09 |

| #          | Titre                                                      | Durée    |
| ---------- | ---------------------------------------------------------- | -------- |
| EP Digital |                                                            |          |
| 1.         | Piece of Me                                                | 3 min 33 |
| 2.         | Piece of Me [Böz O Lö Remix]                               | 4 min 55 |
| 3.         | Piece of Me [Tiësto Radio Edit]                            | 3 min 25 |
| 4.         | Piece of Me [Junior Vasquez and Johnny Vicious Radio Edit] | 3 min 40 |
| 5.         | Piece of Me [Friscia and Lamboy Radio Edit]                | 3 min 29 |
| 6.         | Piece of Me [Sly and Robbie Reggae Remix]                  | 4 min 19 |

## Certifications
| Pays             | Ventes    | Certification |
| ---------------- | --------- | ------------- |
| Australie        | 100 000   | Platine       |
| Belgique         | 10 000    | Platine       |
| Danemark         | 150 000   | Platine       |
| Nouvelle-Zélande | 70 000    | Platine       |
| Royaume-Uni      | 200 000   | Argent        |
| États-Unis       | 2 900 000 | Platine       |

## Classement des ventes
| Pays                           | Meilleure position, |
| ------------------------------ | ------------------- |
| Allemagne                      | 1                   |
| Brésil                         | 1                   |
| Amérique latine                | 1                   |
| Australie                      | 1                   |
| Autriche                       | 2                   |
| Belgique                       | 6                   |
| Bulgarie                       | 2                   |
| Canada                         | 1                   |
| Danemark                       | 2                   |
| États-Unis (Billboard Hot 100) | 1                   |
| Europe (Euro 200)              | 1                   |
| France                         | 3                   |
| Finlande                       | 2                   |
| Irlande                        | 1                   |
| Italie                         | 1                   |
| Nouvelle-Zélande               | 1                   |
| Pays-Bas                       | 1                   |
| Portugal                       | 1                   |
| Russie                         |                     |
| Suède                          | 1                   |
| Suisse                         | 1                   |
| Royaume-Uni                    | 2                   |
| Monde                          | 1                   |